# Squalo bianco (romanzo)
Squalo bianco (White Shark nell'edizione originale, Creature nella riedizione del 1997) è un romanzo horror scritto da Peter Benchley nel 1994. Il titolo del libro deriva dal nome in codice con cui i Nazisti chiamavano la creatura, Der Weiße Hai, che tradotto significa lo squalo bianco. Nel 1997, in America, quando era appena cominciata la produzione del film tv tratto dal libro, il romanzo è stato nuovamente editato con il titolo Creature.

## Trama
Oceano Atlantico, 1945. Un sottomarino tedesco con a bordo alcuni nazisti in fuga verso il Paraguay viene affondato da un aereo. Al suo interno era presente una cassa contenente Der Weiße Hai ("lo squalo bianco"), un'arma considerata totale e definitiva.
Nel 1996, per dimostrare l'esistenza di qualche forma di vita nelle profondità oceaniche, un gruppo di ricercatori rinviene i resti del sottomarino ed una enorme cassa di bronzo che vi era contenuta. Caricata a bordo, la cassa viene aperta da un fotografo e da essa fuoriesce una creatura mostruosa che uccide il suo liberatore. La nave fa naufragio e la cassa precipita in mare con l'essere che conteneva.
Qualche tempo dopo i membri dell'Istituto Marino di Osprey Island scoprono che qualcosa nell'acqua terrorizza e assale squali, animali marini e bagnanti.
Scoprono così che la creatura in questione è il risultato di una serie di esperimenti condotti su uomini da un medico nazista, con lo scopo di creare un ibrido anfibio-essere umano, il gruppo di ricercatori si mette sulle sue tracce per eliminare la creatura divenuta un grave pericolo per i bagnanti e la fauna.

## Riferimenti storici
Per creare il dottor Ernst Kruger, lo scrittore si è ispirato al dottor Josef Mengele, nominato anch'esso nel romanzo come amico personale ma rivale di Kruger.
Nel libro viene detto che a guidare il Terzo Reich dopo la morte di Hitler fu Karl Dönitz, ma che il vero a comandare fu Martin Bormann. Quanto detto però non è esatto poiché della sorte di Bormann dopo la morte del Führer non si sa quasi nulla.

## Trasposizioni cinematografiche
Nel 1998 dal romanzo è stata tratta una miniserie televisiva intitolata Creatura, diretto da Stuart Gillard ed interpretato da Craig T. Nelson e Kim Cattrall.